# Idrottsföreningen Kamraterna Mariehamn
L'Idrottsföreningen Kamraterna Mariehamn, noto come IFK Mariehamn o come Mariehamn, è una società calcistica finlandese con sede a Mariehamn, cittadina di circa 11 000 abitanti di lingua svedese così come il resto delle isole Åland. Gioca nella Veikkausliiga, la massima serie del campionato finlandese di calcio, che vinse nel 2016. Oltre a disputare le gare della Veikkausliiga, l'IFK Mariehamn partecipa sia al campionato (Åländska Mästerskapen) che alla coppa delle isole Åland (Ålandscupen), competizioni vinte in buona parte dei casi proprio dall'IFK Mariehamn.

## Storia
La società sportiva IFK Mariehamn fu fondata nel 1919, tuttavia non ebbe una sezione calcistica fino a metà degli anni trenta. Inizialmente la squadra partecipava al locale campionato delle Isole Åland e solo dopo il 1945 partecipò al campionato finlandese di calcio.
Fino al 1970 giocò principalmente nei campionati di terza, Kolmonen, e quarta divisione. Raggiunse i migliori risultati tra il 1975 ed il 1976, quando ottenne la promozione nella Seconda Divisione, Kakkonen, e successivamente nella Ykkönen, la Prima Divisione, secondo livello del calcio finlandese. Dopo solo due stagioni nella Ykkönen, retrocesse in Seconda Divisione/Kakkonen dove rimase fino al 2003, eccetto qualche stagione giocata in Terza Divisione nei primi anni novanta.
Nel 2003 è tornato in Ykkönen e, dopo solo una stagione, per la prima volta nella sua storia, ha conquistato la promozione nella Veikkausliiga, per la stagione 2005. Nella sua prima stagione nella massima divisione ha terminato al 12º posto, nel 2006 è stato 5° e la stagione successiva 6°. Nel 2008 ha terminato il campionato al 12º posto. Ha disputato i turni preliminari della UEFA Europa League nella stagione 2013-2014. Nel 2015 l'IFK Mariehamn ha vinto per la prima volta nella sua storia la Suomen Cup, sconfiggendo in finale l'Inter Turku.
Il 23 ottobre 2016, al termine dell'ultima giornata della Veikkausliiga 2016 vinta 2-1 contro l'Ilves, la squadra ha conquistato il primo titolo nazionale della sua storia, rimanendo davanti a formazioni sulla carta più quotate e blasonate. Grazie a questo successo ha partecipato all'edizione 2017-2018 della UEFA Champions League, venendo subito eliminato nel secondo turno preliminare dai polacchi del Legia Varsavia, perdendo sia la gara di andata sia la gara di ritorno senza segnare alcuna rete.
L’anno seguente il club termina il campionato al 5º posto, mentre nel 2018 riesce a raggiungere una turbolenta salvezza chiudendo al 10º posto con 31 punti (2 in più del TPS Turku, in seguito retrocesso per essere stato battuto nello spareggio).

## Palmarès

### Competizioni nazionali
- Veikkausliiga: 1

2016
- Suomen Cup: 1

2015
- Kakkonen: 1

1976

### Altri piazzamenti
- Suomen Cup:

Finalista: 2019
Semifinalista: 2010, 2011, 2013, 2014, 2023
- Liigacup:

Semifinalista: 2009, 2014
- Ykkönen:

Secondo posto: 2004
- UEFA Fair Play ranking: 1

2012-2013

## Organico

### Rosa 2019
Rosa e numeri come da sito ufficiale, aggiornata al 20 aprile 2019.
| N. |                         | Ruolo | Calciatore       |
| -- | ----------------------- | ----- | ---------------- |
| 1  | Finlandia (bandiera)    | P     | Marc Nordqvist   |
| 3  | Paesi Bassi (bandiera)  | D     | Robin Buwalda    |
| 4  | Svezia (bandiera)       | D     | Tarik Hamza      |
| 5  | Paesi Bassi (bandiera)  | D     | Rick Ketting     |
| 6  | Finlandia (bandiera)    | D     | Petter Hemming   |
| 7  | Finlandia (bandiera)    | C     | Riku Sjöroos     |
| 8  | Scozia (bandiera)       | C     | Robert Crawford  |
| 9  | Svezia (bandiera)       | A     | Simon Silverholt |
| 10 | Finlandia (bandiera)    | C     | Robin Sid        |
| 13 | Finlandia (bandiera)    | D     | Lassi Järvenpää  |
| 14 | RD del Congo (bandiera) | A     | Aristote Mboma   |

| N. |                      | Ruolo | Calciatore                |
| -- | -------------------- | ----- | ------------------------- |
| 15 | Kenya (bandiera)     | C     | Amos Ekhalie              |
| 16 | Finlandia (bandiera) | D     | Aapo Mäenpää              |
| 19 | Finlandia (bandiera) | C     | Joel Karlström            |
| 20 | Finlandia (bandiera) | C     | Daniel Sjölund (capitano) |
| 21 | Svezia (bandiera)    | C     | Hampus Lönn               |
| 22 | Svezia (bandiera)    | C     | Gustaf Backaliden         |
| 23 | Australia (bandiera) | D     | Dylan Murnane             |
| 24 | Finlandia (bandiera) | P     | Johan Sundman             |
| 30 | Finlandia (bandiera) | P     | Dan Sjöblom               |
| 31 | Finlandia (bandiera) | C     | Keaton Isaksson           |
| 88 | Finlandia (bandiera) | P     | Oskari Forsman            |